# 아슈르-우발리트
아슈르 우발리트 1세는 아시리아 제국의 왕(제위 기원전 1365년~기원전 1330년 또는 기원전 1353년~기원전 1318년)이었다. 그의 치세는 슈타르나 2세를 격파하여 미탄니 왕국에서 아시리아의 독립과 강력한 제국으로 부상의 시작을 역사로 남겼다. 그 후에 계속해서 바빌로니아 내의 카사이트 왕 부르나부리아쉬 2세의 죽음에 따른 혼란으로 인해 아슈르 우발리트는 바빌로니아 내정에 일련의 간섭 중 최초로 바빌론 왕으로 쿠리갈주 2세를 세웠다.

## 아르마나 편지
일련의 외교 편지들이 다양한 중동 왕국에서 이집트의 아멘호텝 3세와 아케나텐으로 가는 아르마나 편지에서 우리는 아슈르 우발리트 1세의 두 연속된 편지를 발견하는데 거기에서 아슈르 우발리트는 그의 실제 아버지인 에리바 아닷 1세가 아닌 그의 전전왕 아슈르나딘아헤 2세를 그의 아버지 또는 조상으로 언급한다. 그것은 약간의 전통적인 이집트 연대기의 평가들 예를 들면 데이비드 롤은 아마르나 편지의 아슈르 우발리트가 아슈르 우발리트 1세와 다른 사람이라고 주장하게 하였다. 그러나 이것은 아마르나 편지들 내의 왕국이 자주 전임자들을 그들의 아버지라고 언급하는데 그들이 생물학적인 아들이 아닐지라도 그러하다는 사실을 무시하였다.
이 경우 아슈르 우발리트는 아마도 아슈르 나딘 아헤를 언급하였다. 왜냐하면 후자는 에리바 아닷 1세와는 다르게 이집트 왕정과 이전에 답장하였기 때문이다.

## 바빌로니아 전쟁
아시리아 전력이 굳게 완성되어 아슈르 우발리트는 다른 위대한 나라들과 접촉하기 시작하였다. 이집트인에 대한 그의 메시지는 그의 이웃 바빌로니아의 부르나부리아쉬 2세를 노하게 하였는데 그는 스스로 파라오에게 문책의 편지를 썼다.
그러나 새로운 아시리아 권력은 부인될 수 없었고 부르나부리아쉬는 아시리아 왕의 딸과 결혼하였다.
그는 아시리아 부인의 아들인 왕자 카라하르다쉬에 의해 계승되었다. 그러나 반란이 곧 발생하여 아시리아의 인기 없음을 보였다. 아슈르 우발리트는 그의 손자가 밀려나는 것을 허여치 않고 적시에 바빌론으로 진격하였다. 카라하르다쉬가 반란으로 죽어 아시리아 인은 바빌론 왕좌에 쿠리갈주를 앉혔다. 그는 부르나부리아쉬의 아들 또는 손자였다. 그러나 이 꼭두각시 왕은 그의 제왕에게 충성스럽지 못하였고 곧 아시리아로 쳐들어 갔다. 아슈르 우발리트는 수도 아수르에서 남쪽으로 멀지 않은 수가구에서 바빌로니아 군대를 멈출 수 있었다.